# Operazione Freedom Deal
L'operazione Freedom Deal è stata una campagna statunitense di supporto aereo ravvicinato eseguita in Cambogia tra il 19 maggio 1970 e il 15 agosto 1973, nell'ambito della guerra del Vietnam e della guerra civile in Cambogia.
La campagna fu autorizzata dall'allora presidente statunitense Richard M. Nixon come azione supplementare all'invasione di terra durante la campagna di Cambogia, gli obiettivi iniziali dell'operazione erano le aree base e i santuari sul suolo cambogiano utilizzati dall'Esercito popolare nordvietnamita e dai Viet Cong. Con il passare del tempo i bombardamenti ebbero anche l'obiettivo di supportare il governo cambogiano del generale Lon Nol nella sua lotta contro i comunisti cambogiani conosciuti come Khmer rossi. L'area in cui i bombardamenti ebbero luogo furono espansi anche alla metà orientale della Cambogia. I bombardamenti furono molto controversi, e portarono il congresso statunitense a far passare la Risoluzione dei Poteri di Guerra.
L'operazione Freedom Deal seguì e espanse i bombardamenti sulla Cambogia già iniziati con l'operazione Menu tra il 1969 e il 1970. La maggior parte dei bombardamenti furono condotti dai bombardieri dell'USAF B-52 Stratofortress. Mentre l'efficienza dei bombardamenti e il numero di civili cambogiani uccisi dai bombardamenti USA sono discussi, I morti civili furono facilmente tra le decine di migliaia di unità.